# Sigurdh R. Petersson
Helge Sigurdh Ragnvald Petersson, född 10 maj 1941 i Norra Solberga församling, Jönköpings län, död 21 augusti 2004 i Lyckå församling, Blekinge län, var en svensk politiker (moderat). Han var kommunalråd och kommunstyrelsens ordförande i Karlskrona kommun mellan år 1991 och år 1994, samt oppositionsråd mellan år 1994 och år 2002.